# Baumkreuz bei Ifta
Das Baumkreuz bei Ifta wurde am 16. und 17. November 1990 mit 140 Bäumen auf der ehemaligen innerdeutschen Grenze als „Start-Skulptur“ für eine West und Ost verbindende Allee zwischen Kassel und Eisenach gepflanzt. Das Baumkreuz besteht aus einer Eschenallee auf dem früheren Grenzstreifen, die eine Lindenallee entlang der Bundesstraße, die Thüringen mit Hessen verbindet, kreuzt. Zwischen den drei Eschenreihen steht der Grenzzaun, einer der längsten noch original erhaltenen Teile in Deutschland. Die „Aktion Baumkreuz“ knüpfte an den „Erweiterten Kunstbegriff“ von Joseph Beuys an, den dieser mit dem Projekt „7000 Eichen“ in Kassel verbunden hatte. Seit 1990 kommen jedes Jahr im November Menschen aus ganz Deutschland und helfen mit, das Projekt fortzupflanzen. Es ist mittlerweile auf mehr als eintausend Bäume angewachsen. Getragen wurde die Aktion bis 2014 von dem inzwischen gelöschten „Unternehmen Wirtschaft und Kunst – erweitert“, danach vom BUND Thüringen.

## Lage
Angelegt wurde das Baumkreuz dort, wo die Bundesstraße 7 die thüringisch-hessische Landesgrenze durchquert. Der Bereich gehört zu der Gemarkung von Ifta, einem Stadtteil von Treffurt im westthüringischen Wartburgkreis, und grenzt an die Gemarkung von Lüderbach, einem Ortsteil der Gemeinde Ringgau im nordhessischen Werra-Meißner-Kreis.
In der naturräumlichen Gliederung Deutschlands des Instituts für Landeskunde Bad Godesberg wird das Gelände um Ifta der lang gestreckten Netra-Ifta-Talung (483.42) zugeordnet, einem tektonischen Grabenbruch, der den Ringgau in seinem Zentrum durchschneidet und ihn in einen südlichen und nördlichen Bereich teilt. Die Talung und Südlicher Ringgau (483.41) und Nördlicher Ringgau (483.43) gehören als Teileinheiten zu der Haupteinheitengruppe der Nordwestlichen Randplatten des Thüringer Beckens (483). Nach dem innerthüringischen, nur landesweit einteilenden System des Thüringer Landesamtes für Umwelt, Bergbau und Naturschutz liegt das Baumkreuz in dem Bereich der Einheit Werrabergland-Hörselberge (3.3) in der Landschaft Muschelkalk-Platten und -Bergländer.
Das Baumkreuz liegt im Naturpark Eichsfeld-Hainich-Werratal und ist Teil des „Grünen Bandes“, das mit der Entscheidung des Thüringer Landtages vom 9. November 2018 zum Nationalen Naturmonument erklärt wurde.

## Idee und Verwirklichung

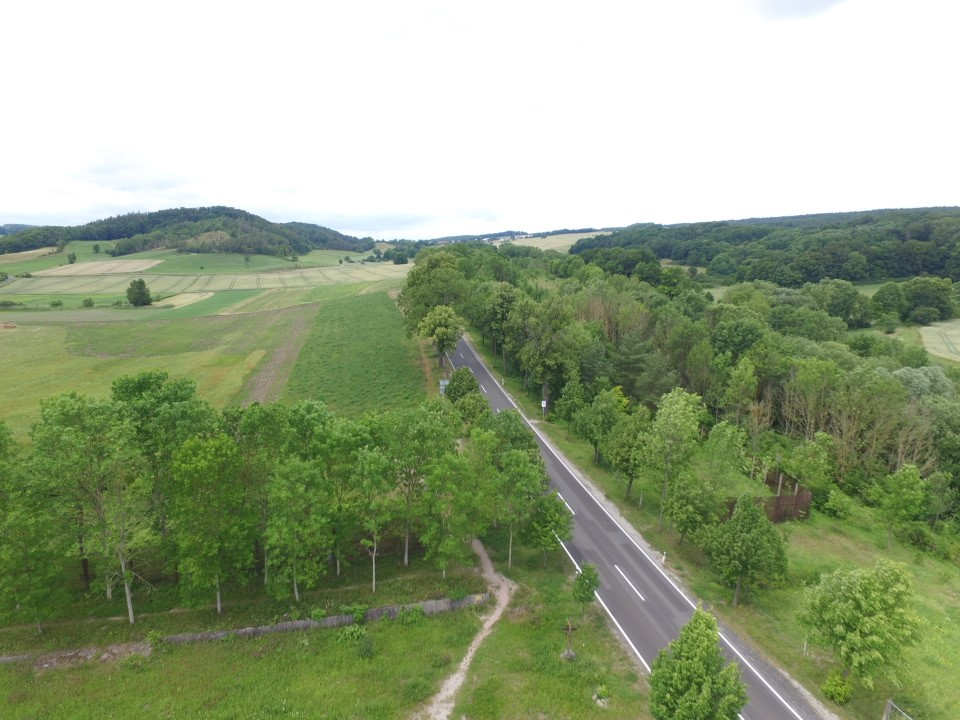
Luftaufnahme von der Thüringer Seite

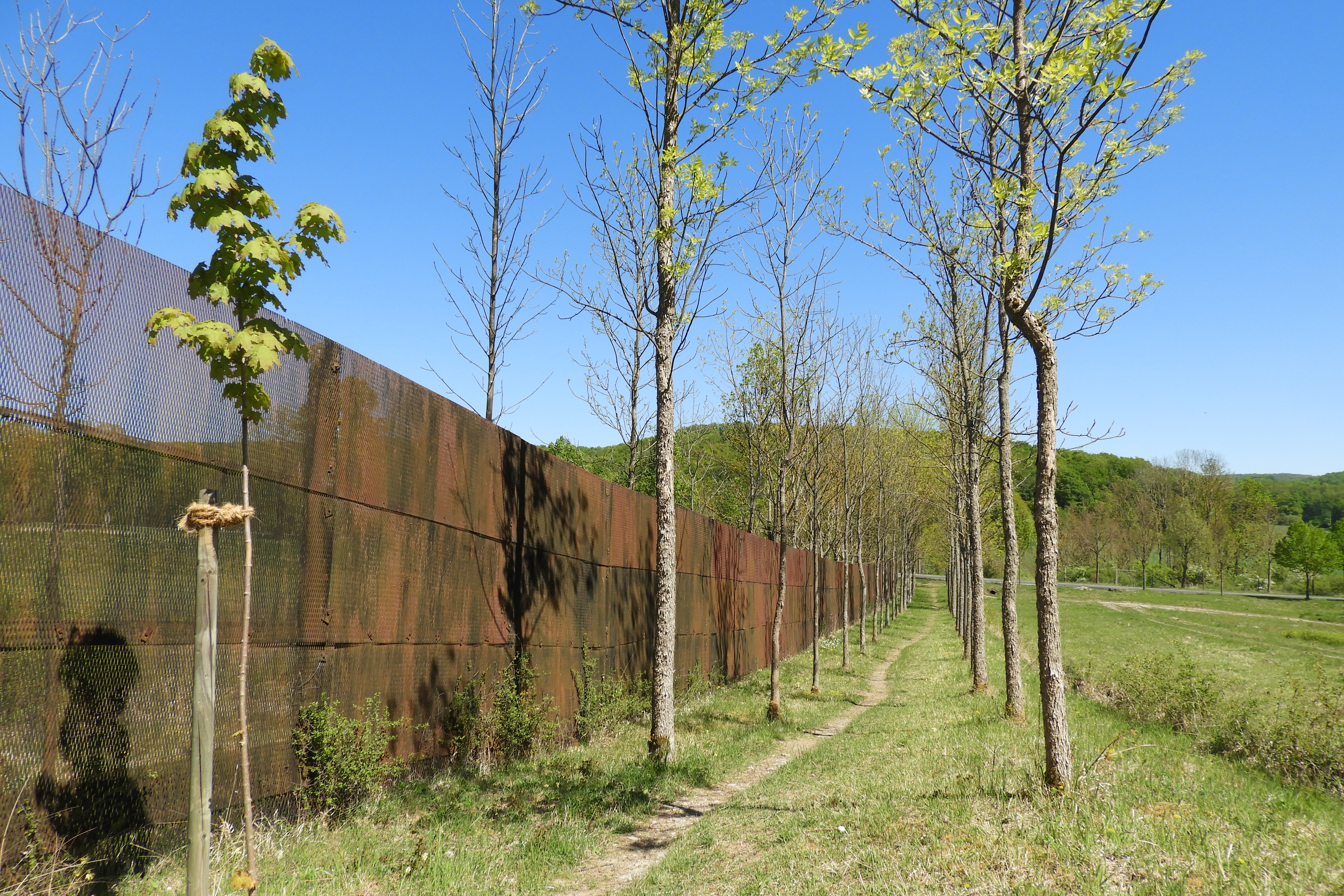
In die Erde des sechs Meter breiten sogenannten „Spurensicherungs- und Kontrollstreifens“ am Zaun wurden zwei Reihen Bäume gesetzt

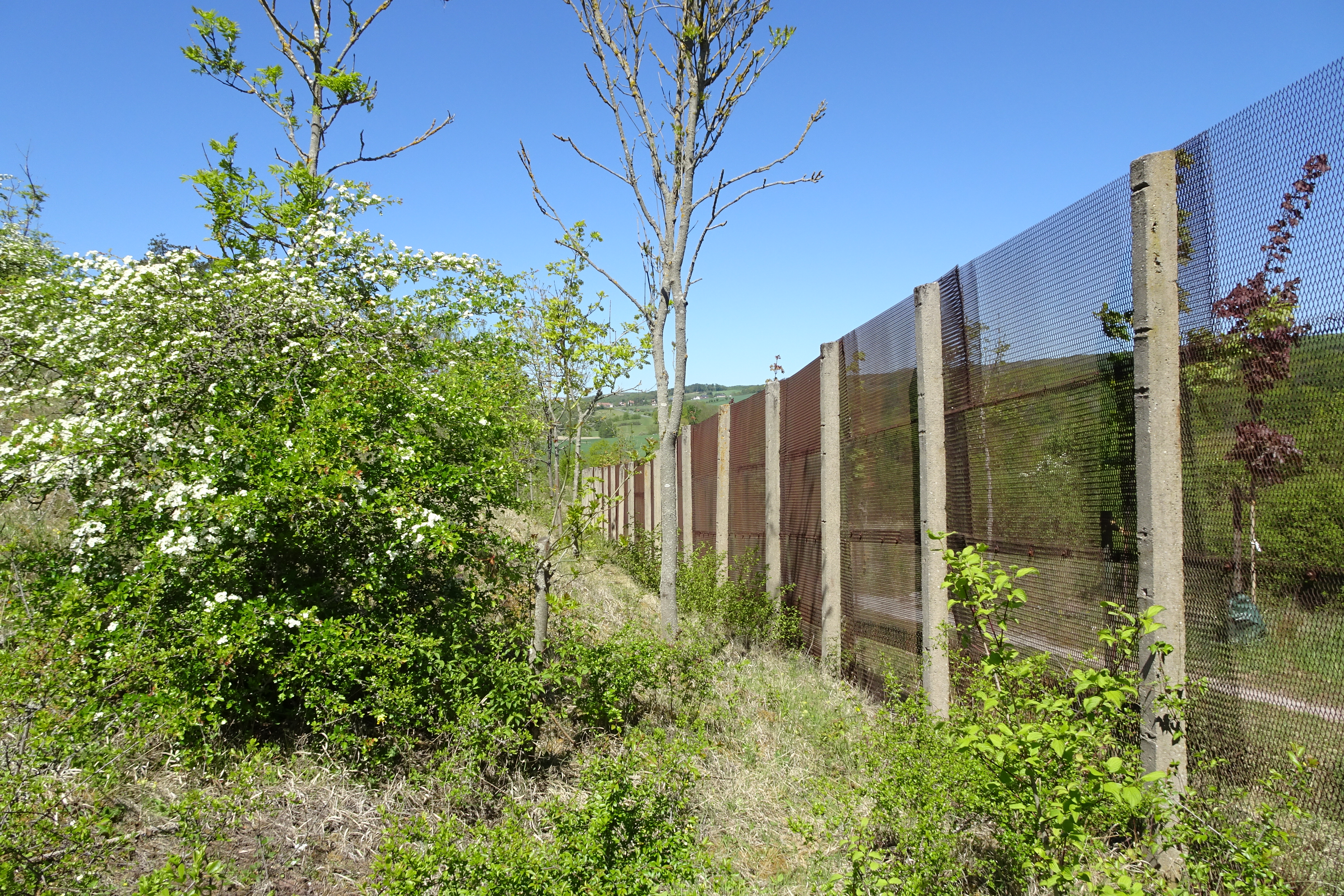
Eine Baumreihe haben die Initiatoren entlang der westlichen Seite des Grenzzauns gepflanzt

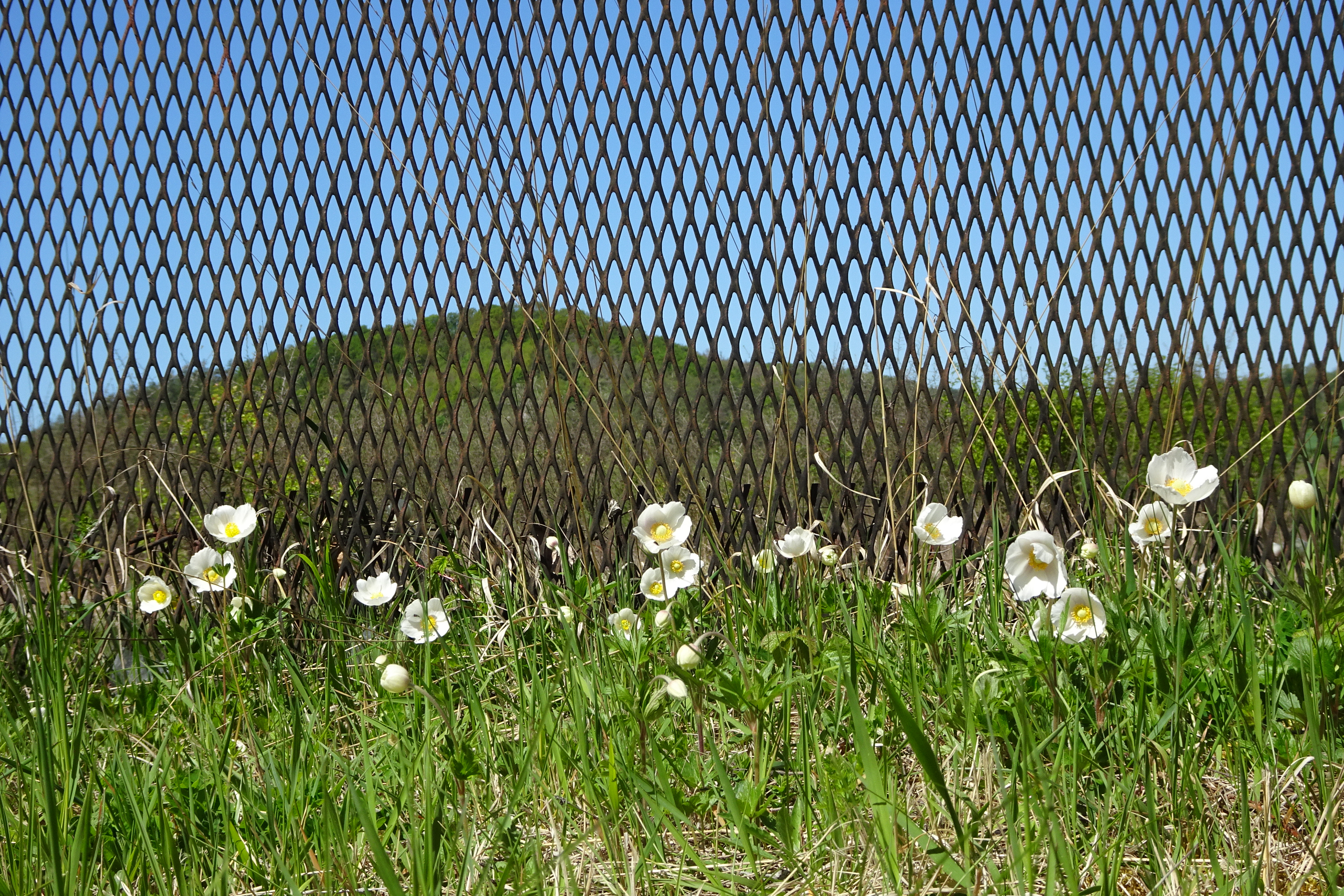
Der Streifen direkt am Grenzzaun wurde jahrelang geeggt, durchgeharkt und mit Herbiziden frei von Bewuchs gehalten. Inzwischen hat sich wieder eine vielfältige Wildkräuterflora angesiedelt (Hier Großes Windröschen).

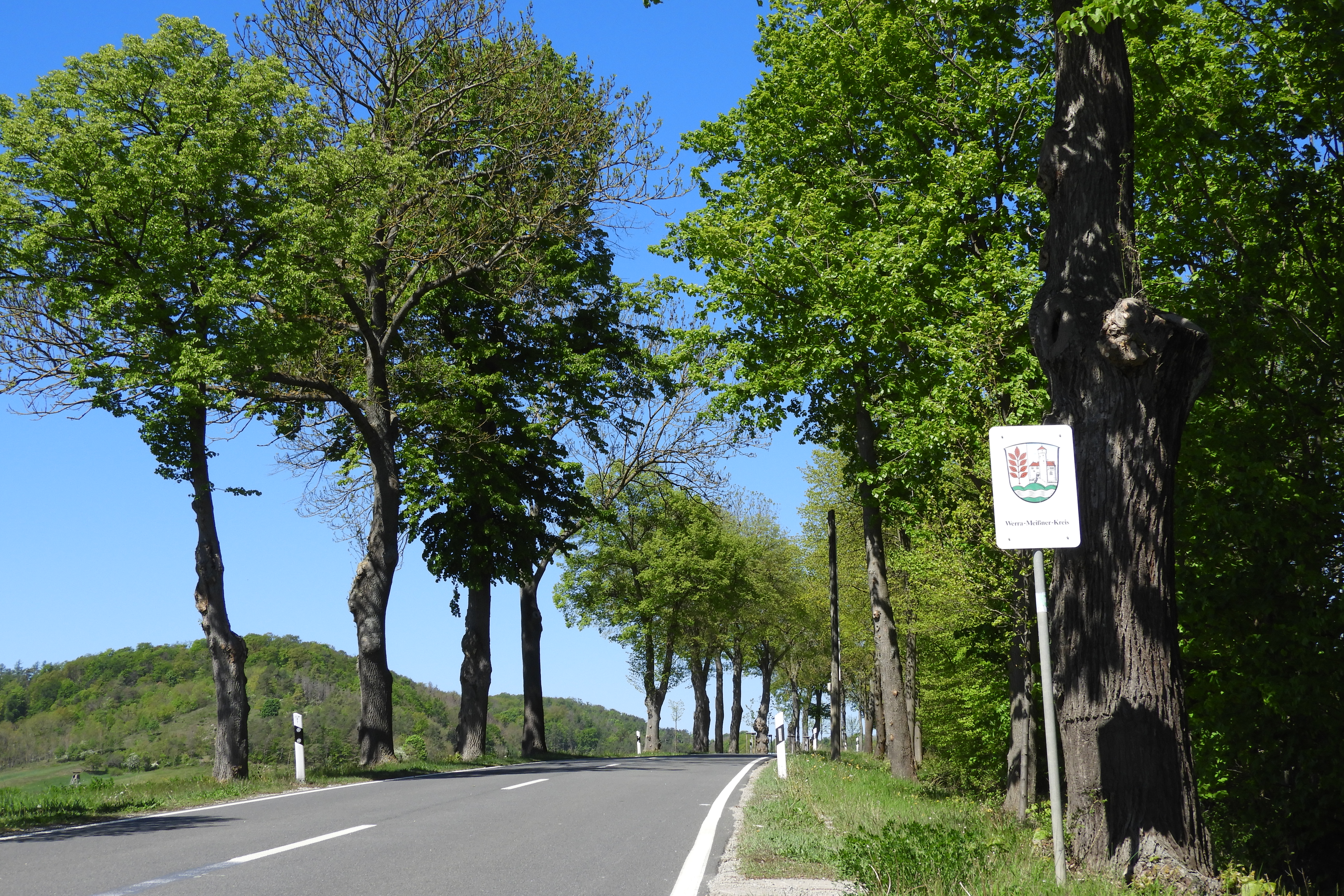
In der Zeit der deutschen Teilung endete die Bundesstraße bei Rittmannshausen als Sackgasse am Grenzzaun. Die jahrzehntelange Nutzungsruhe bewahrte die alten Bäume vermutlich vor der Abholzung. Inzwischen stehen sie unter gesetzlichem Biotopschutz.

Die Aktion „7000 Eichen“ wird zu den bedeutendsten sozialen Plastiken Joseph Beuys’ gezählt. Unter dem Motto „Stadtverwaldung statt Stadtverwaltung“ wurde das Kunstprojekt im Jahr 1982 zur documenta 7 begonnen und nach Beuys’ Tod mit der Pflanzung der 7000sten Eiche zur Eröffnung der documenta 8 im Jahr 1987 vollendet.
Im November 1989, ein Jahr nach der Grenzöffnung, als sich die Wiedervereinigung schon abzeichnete, traf sich ein Gesprächskreis, um im Sinne der inhaltlichen Ansprüche dieser Skulptur ein für beide Teile Deutschlands verbindendes Projekt zu entwickeln. In dieser Gruppierung, zu der Künstler aus Düsseldorf und Köln, Mitarbeiter des Forschungsunternehmens „Erweiterter Kunstbegriff“ und die Betreiber des „Omnibus für Direkte Demokratie“ gehörten, entstand die Idee, eine Allee von Kassel nach Eisenach zu pflanzen.
Bei der Suche nach einem geeigneten ersten Pflanzort trafen die Initiatoren im Frühjahr 1990 in Creuzburg auf den Theologen Ralf-Uwe Beck. Der Pfarrer war in der DDR Mitglied einer oppositionellen kirchlichen Umweltgruppe, in späterer Zeit Sprecher der Evangelisch-Lutherischen Kirche in Thüringen sowie Mitbegründer und Landesvorsitzender des BUND Thüringen. Beck wollte die Aktion auf den Grenzstreifen erweitern, um auf ihn als einen Erinnerungsort aufmerksam zu machen. In einer Bürgerversammlung im großen Saal des Rates der Stadt Eisenach wurde das Vorhaben besprochen und der erste Pflanzort an der Grenze bei Ifta bestätigt.
Der damalige Minister für Abrüstung und Verteidigung in der letzten DDR-Regierung Rainer Eppelmann genehmigte das Projekt. Auf eine Anfrage der Initiatoren, ob Teile des Grenzzauns stehenbleiben können, soll dieser schnell und schlicht geantwortet haben: „Macht das.“ Der verbliebene Zaun wird heute als das vermutlich längste original erhaltene Stück in Deutschland angesehen. Auch von den Thüringer Straßenbaubehörden kam viel Unterstützung für die Verwirklichung.
Als „Eröffnungsbild“ für die Ost und West verbindende Allee sollte dort begonnen werden, wo das Land zerschnitten war, um dann in beide Richtungen zu pflanzen. Am 16. und 17. November 1990 wurden die ersten 140 Bäume in Kreuzform in die Erde gesetzt: auf dem ehemaligen Todesstreifen, beiderseits des Grenzzauns, drei Reihen Eschen und entlang der Bundesstraße Linden.
Rechtsträger der Pflanzungen war das „Unternehmen Wirtschaft und Kunst – erweitert, gGmbH“, das eine „Übereinstimmung von Arbeit und Produktion mit den Bedürfnissen und Fähigkeiten des Menschen zum Ziel hatte“. Es entstand im Zusammenhang mit den Pflanzungen und arbeitete im Sinne des erweiterten Kunstbegriffs von Joseph Beuys. Das gemeinnützige Unternehmen wollte Wirtschaft und Kunst zusammenzubringen. Dabei wurde unter Wirtschaft mehr als nur die Ideologie des Wachstums und des Kapitalismus verstanden. Die Wirtschaft sollte auch in ihrer sozialen und ökologischen Verantwortung angesprochen werden. Ebenfalls sollte die Kunst „erweitert“ gedacht werden. Sie ist nicht nur Dekoration, sondern muss an der Gestaltung der gesamten Gesellschaft mitarbeiten. Deshalb wollte sich das „Unternehmen“ konsequent für den Ausbau der direkten Demokratie einsetzen.
Gesellschafter des Unternehmens waren, nach den Angaben auf der Informationstafel am Baumkreuz, der Theologe Ralf-Uwe Beck, der Künstler Walter Dahn, die Gemeinnützige Treuhandstelle der GLS-Bank e.V., der Landschaftsarchitekt Norbert Scholz, der Künstler Johannes Stüttgen und der Unternehmer Frank H. Wilhelmi. Zu der „Baumkreuz-Gemeinde“ gehörten Künstler, Naturschützer, Bürgerrechtler aus dem BUND Thüringen, der Evangelischen Kirchengemeinde Ifta, dem Landesverband Mehr Demokratie und der Bürgerinitiative „Omnibus für Direkte Demokratie“ und viele andere.

## Erinnerungsort, Denkmal und Skulptur
Nach der Erinnerungstafel des Bürgermeisters von Ifta und des Landrats von Eisenach am Grenzzaun ist das Baumkreuz
„das Zeichen der Überwindung des Todes, einer neuen Idee von Wirtschaft und eines erweiterten Begriffs der Kunst.“
Nach anderen Interpretationen ist es ein „Erinnerungs- und auch Zukunftsprojekt. Und für seine Initiatoren ein Zeichen der Hoffnung auf ein besseres Deutschland“ sowie „das Symbol für den Willen, Grenzen zu überschreiten. Das gilt vor allem für die Grenzen des Denkens.“
Seit der ersten Pflanzung im Jahr 1990 trafen sich an jedem ersten Novembersamstag Menschen aus dem ganzen Land, um das Baumkreuz zu pflegen und fortzupflanzen. So entstand eine geschlossene Lindenallee von Ifta bis Eisenach. Seit 2004 wurde auch auf der hessischen Seite in Richtung Kassel gepflanzt. Betreut wurden die Pflanzungen bis 2014 von dem „Unternehmen Wirtschaft und Kunst – erweitert“, seit 2015 von der Initiative Baumkreuz beim BUND Thüringen.
Das Projekt der Allee zwischen Kassel und Eisenach wurde inzwischen aufgegeben. Die Hürden für ein derartiges Vorhaben an einer deutschen Bundesstraße liegen zu hoch. „Alte Alleen haben Bestandschutz, aber neue Bäume müssen 4,50 Meter Abstand zur Straße haben. Diese Flächen werden meist anderweitig genutzt, so dass es kaum möglich ist, neue Alleen anzulegen. Thüringen war in den ersten Jahren sehr kulant, aber mittlerweile sind keine Neuanpflanzungen mehr möglich.“ (Zitat: Ralf-Uwe Beck) Darum konzentrieren sich die Helfer nun auf den Erhalt des Baumkreuzes, auf die Pflege und den Ersatz von abgestorbenen Bäumen. Besonders das Eschentriebsterben, das sich in den letzten Jahren rasant ausgebreitet hat, bedroht die Eschen. Jetzt werden bei den Ersatzpflanzungen vornehmlich spitzblättrige Ahornbäume in die Erde gesetzt.

## Einheitspreis
Mit dem Bürgerpreis zur deutschen Einheit zeichnete die Bundeszentrale für politische Bildung in den Jahren zwischen 2002 und 2012 alljährlich Initiativen und Privatpersonen aus, die aktiv die „innere Einheit“ Deutschlands mitgestalteten. Für den Einheitspreis 2005 in der Kategorie „Kultur“ wählte eine Jury unter dem Vorsitz des damaligen Bundesbeauftragten für die Stasi-Unterlagen Joachim Gauck die Initiative Baumkreuz aus. Mit dem Preis sollte die künstlerische Grundidee des Baumkreuzes ebenso gewürdigt werden wie das ehrenamtliche Engagement der Helfer bei Pflege, Erhalt und Erweiterung. Die Preise wurden zum Abschluss der zentralen Feiern zum Tag der Deutschen Einheit in Potsdam von Brandenburgs damaligem Ministerpräsidenten Matthias Platzeck überreicht.

## Besucherhinweise

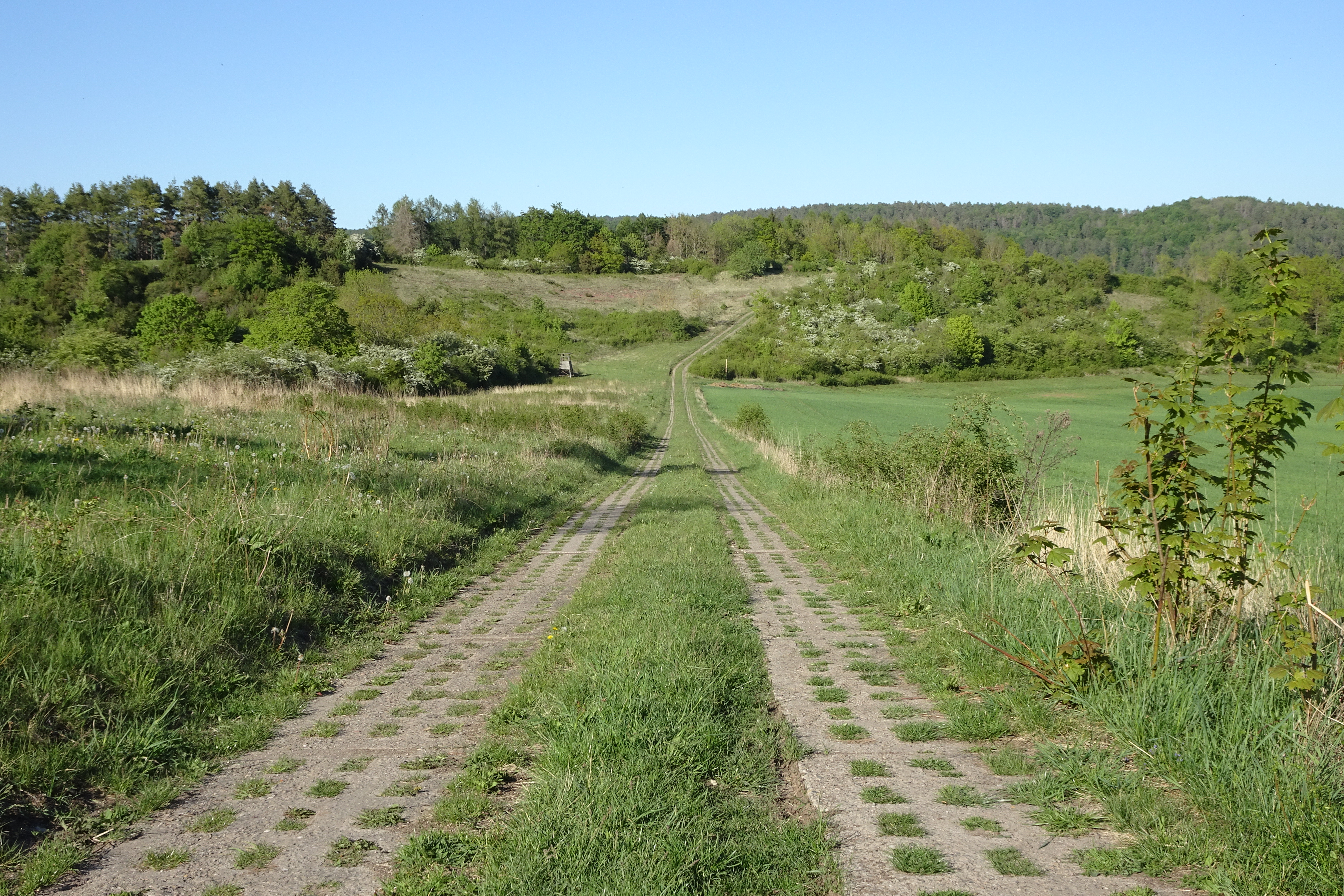
Der Kolonnenweg oberhalb des Baumkreuzes zwischen den Gemarkungen von Ifta (rechts) und Lüderbach (links).

- Von dem Parkplatz an der Bundesstraße ist das Baumkreuz ohne große Einschränkungen jederzeit erleb- und begehbar. Hier informieren auch Schautafeln über das Baumkreuz und die Region.
- Das Baumkreuz ist ein möglicher Ausgangspunkt für Wanderungen auf dem Kolonnenweg des „Grünen Bandes“. In nördlicher Richtung kann bis zur Abbruchkante des Dreiherrensteins, am nördlichen Ende des Plateaus des Heldrasteins, gelaufen werden. In südlicher Richtung führt der Weg über Pferdsdorf in das Werratal bei Herleshausen.
- Der mit dem Deutschen Wandersiegel ausgezeichnete Premiumwanderweg P21 „Point India“ verläuft im Grenzgebiet zwischen Thüringen und Hessen. Die vierzehn Kilometer lange, als leicht bis mittelschwer eingestufte Tour kann von den Wanderparkplätzen in Lüderbach und beim Baumkreuz aus begangen werden. Namensgebend für diesen Rundweg ist der Aussichtsturm „Point India“, Relikt eines großen US-Militärstützpunktes.[11]